# كاوديتي
بلدية قَبْذاق أو كاوديتي (بالإسبانية: Caudete) هي بلدية تقع في مقاطعة البسيط التابعة لمنطقة قشتالة والمنشف وسط إسبانيا.

## الديموغرافيا
بلغ عدد سكان بلدية كاوديتي 10.477 نسمة عام 2011 (وفقاً للمعهد الوطني الإسباني للإحصاء).
| 8.765 | 8.909 | 9.920 | 9.553 | 10.003 | 10.330 | 10.477 |

## توأمة
لكاوديتي اتفاقيات توأمة مع كل من:
- فالفيردي دي خوكار
- Marseillan, Hérault [الإنجليزية]‏

## أعلام
- خوسيه كاراسكو
- خوسي مانويل رودريغز